# Wubboboom
De Wubboboom is een levend gedenkteken annex monument, staande op het Haarlemmerplein in Amsterdam-Centrum.
Vrijwel direct na het overlijden van natuurkundige Wubbo Ockels (18 mei 2014) kwam binnen de gemeenteraad Amsterdam het idee van de grond voor hem een levend monument op te richten. Tijdens een herdenkingsdienst in de Westerkerk maakte wethouder Maarten van Poelgeest bekend dat er ter ere van Ockels een iep zou worden geplant. De boom moest zo geplant worden zodat hij geen schade kon toebrengen aan bestrating en leidingen in de grond. De boom zou geplant worden in een hoek van het Haarlemmerplein. De iep van het ras Ulmus 'Sapporo Autumn Gold' is een kruising van de Japanse iep (Ulmus japonica) met Ulmus pumila, die vanwege haar afwijkende bladkleur opvalt ten opzichte van andere bomen op het plein. Er werd een constructie bedacht die de boom stormbestendig zou moeten maken. Bomen van dit iepenras zouden wel 500 jaar oud kunnen worden, staande voor de duurzaamheid waar Ockels zijn laatste jaren voor streed. De boom werd begon november 2014 "onthuld". 
De boom wordt omringd door straatmeubilair met zitbanken, waarop vier plaquettes zijn aangebracht. Ook deze banken volgen de duurzaamheid. Ze worden gedragen door cortenstaal en zijn bekleed met FSC-gecertificeerd hout. Twee plaquettes duiden Ockels als persoon en twee laten twee bekende uitspraken van de astronaut zien:
Optimisme is een verantwoordelijkheid
We zijn allemaal astronaut van Ruimteschip Aarde
Ockels volgde hiermee Hella S. Haasse, die al tijdens haar leven een boom naar haar vernoemd kreeg in het Vondelpark.

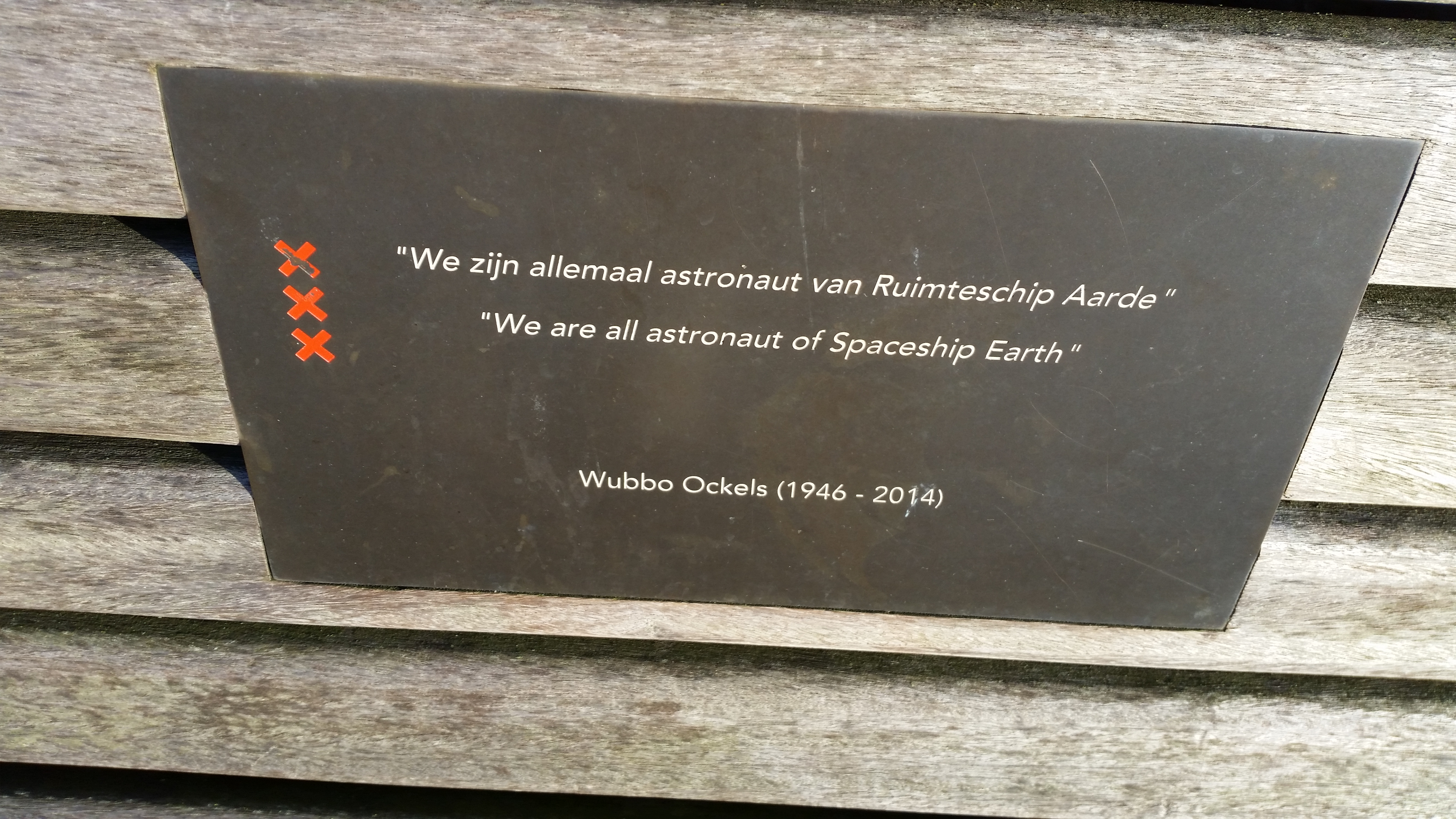
Een van de plaquettes (november 2019)